# Psychotria bullulata
Psychotria bullulata är en måreväxtart som beskrevs av Cornelis Eliza Bertus Bremekamp. Psychotria bullulata ingår i släktet Psychotria och familjen måreväxter. Inga underarter finns listade i Catalogue of Life.